# Hello Ladies
Hello Ladies è una serie televisiva statunitense ideata da Stephen Merchant, Lee Eisenberg e Gene Stupnitsky, e interpretata dallo stesso Merchant nel ruolo di un uomo inglese alla ricerca di una compagna a Los Angeles. Composta da 8 episodi più un film per la televisione, ha esordito sull'emittente HBO il 29 settembre 2013.
La serie è un adattamento dell'omonimo spettacolo comico di Merchant. Il collega di Merchant Ricky Gervais, con il quale aveva collaborato per la scrittura di The Office, Extras e Life's Too Short, non è questa volta coinvolto nella serie, che invece è stata sceneggiata da Merchant insieme ai co-ideatori Eisenberg e Stupnitsky.
Il 23 gennaio 2014 HBO, al termine della prima stagione, ha cancellato la serie; è stato tuttavia prodotto un episodio speciale conclusivo, trasmesso come film TV il 22 novembre 2014.

## Trama
Stuart è un informatico inglese sulla quarantina che vive a Los Angeles insieme alla sua coinquilina Jessica, aspirante attrice senza molto successo. Perennemente alla ricerca della donna dei suoi sogni e convinto di essere più affascinante di quanto non sia, la sua vita è costellata di gag e figuracce derivate dai suoi imbarazzanti approcci con le donne, spesso modelle o ragazze non proprio alla sua portata. Le varie situazioni comiche si ampliano spesso con la presenza dei suoi amici Wade, un impiegato goffo e impacciato che è appena stato lasciato dalla moglie e Kives, ragazzo disabile che rimorchia sempre più di lui.

### Il film
Nel film conclusivo, Stuart si confronta con la sua ex-fidanzata in visita a Los Angeles insieme al marito. Per impressionarla, il protagonista, non solo fingerà di avere una relazione con la sua coinquilina Jessica, ma anche di condurre una vita ricca e piena di stravizi, coinvolgendo anche Nicole Kidman nel suo giro di menzogne, riuscendo comunque ad uscirne con stile.

## Episodi
| Stagione                | Episodi                 | Prima TV USA | Prima TV Italia |
| ----------------------- | ----------------------- | ------------ | --------------- |
| Prima stagione          | 8                       | 2013         | 2015            |
| Hello Ladies: The Movie | Hello Ladies: The Movie | 2014         | 2015            |

## Musiche
Il tema principale che accompagna i titoli di testa è "Alone Too Long" by Hall & Oates, mentre ogni episodio si conclude con un brano differente:
- 1º episodio: Kiss You All Over di Exile
- 2º episodio: Look Who's Lonely Now di Bill LaBounty
- 3º episodio: You Belong to the City di Glenn Frey
- 4º episodio: Year of the Cat di Al Stewart
- 5º episodio: The Guitar Man di Bread
- 6º episodio: Get It Right Next Time di Gerry Rafferty
- 7º episodio: Oh Yeah di Roxy Music
- 8º episodio: Marriage Bureau Rendezvous di 10cc

La colonna sonora del film fa uso dei brani: Some Like It Hot di The Power Station, Somebody di Bryan Adams, Sussudio di Phil Collins e Days Gone Down di Gerry Rafferty.